# ENECHANGE
ENECHANGE株式会社（エネチェンジ、英: ENECHANGE Ltd.）は東京都中央区京橋に本社を置く、「エネルギーの未来をつくる」をミッションに掲げ、脱炭素社会をデジタル技術で推進するエネルギーテック企業。2020年12月東京証券取引所マザーズ市場に上場。

## 概要
2013年、城口洋平が東日本大震災を契機に、エネルギー分野での専門性を身につけることを目的に留学しケンブリッジ大学博士課程で電力データ解析に取り組む。同年エンジェル投資家からの資金提供を受けCambridge Energy Data Lab Limitedを設立。いくつかのモデルを試した上で軌道に乗ったエネルギーの切り替え事業とスマートメーターの解析事業を発展させ、2015年にエネチェンジ株式会社（現 ENECHANGE株式会社）設立。2016年にSMAP ENERGY（現 ENECHANGE Innovation Limited）を設立。
創業から5年で東証マザーズ市場上場。電力の発電・小売は行わず、エネルギー業界に対して技術サービスを提供するエネルギーテックとしては初の上場企業。
社名はエネルギー（ENERGY）を変革（CHANGE）する、という想いを込めて命名された。
2023年12月期において債務超過に転落し、2024年7月には会計問題により城口が代表取締役を辞任。2025年2月にはポートとの間で業務提携を、伊藤忠エネクスとの間で資本・業務提携それぞれ締結した。同時にポートが城口に貸しつけていた貸付金を城口が返済しなかったため、ポートは質権実行により城口が保有していた全株式を取得したことに伴い、創業者である城口は経営から完全に去ることになった。
ENECHANGEは、第三者割当増資により筆頭株主となった伊藤忠エネクスと城口に対する質権実行により第2位株主となったポートの下で、経営の立て直しを図る。

## 沿革
- 2013年6月 - 城口洋平がケンブリッジ市においてCambridge Energy Data Lab Limited設立。
- 2014年4月 - 家庭向け電力・ガス特化型メディア「エネチェンジ」をリリース。
- 2015年
  - 1月 - 家庭向け格安SIM・スマホ比較サイト「SIMチェンジ」をリリース。
  - 4月27日 - 東京都墨田区においてエネチェンジ株式会社を設立。
  - 6月 - Cambridge Energy Data Lab Limitedからエネチェンジ株式会社への事業譲渡を実施。
- 2016年
- 1月 - 電力自由化に対応した電力切替プラットフォームのサービスおよび電力会社向け電気料金シミュレーションASPサービスの提供開始。
  - 2月 - ケンブリッジ市においてSMAP ENERGY LIMITED設立。
  - 6月 - 法人向け電力・ガス切替プラットフォーム「エネチェンジ Biz」を提供開始。7月、「エネチェンジ Biz」がPC サイト訪問数、PC サイト診断数の結果で業界トップとなる[9]。
- 2017年
  - 6月 - SMAP ENERGY LIMITED（現連結子会社）を子会社化 。
  - 8月 - 本社オフィスを東京都千代田区に移転。
- 2018年
  - 5月18日 - 「ENECHANGE株式会社」へと商号変更。
  - 8月 - 電力会社向け電気料金シミュレーションASPサービスに機能追加し「EMAP」サービスとしてリニューアル。
- 2018年 - 海外エネルギーベンチャーと日本企業とのビジネスマッチングプログラム「Japan Energy Challenge（現ENECHANGE Insight Ventures）」を開始[10]。
- 2019年
  - 7月 - 「SIMチェンジ」事業の譲渡を実施。
  - 12月 - 株式会社Looop、大和エナジー・インフラ株式会社と共同で、海外特化型脱炭素ファンド「JAPAN ENERGY ファンド（Japan Energy Capital 1 L.P.）」を設立。同ファンドの運営を行うJapan Energy Capital合同会社を設立し、同社からの独占的な業務受託により、再生可能エネルギー発電所の運営効率化・ファンド運営事務サービス「JEF」を開始[11]。
- 2020年12月23日 - 東京証券取引所マザーズへ新規上場 [12]。
- 2021年
  - 9月30日 - 海外特化型脱炭素テックファンド「Japan Energy Capital 2号ファンド（Japan Energy Capital 2 L.P.）」設立。
  - 11月 - EV充電サービス「EV充電エネチェンジ」を提供開始。
- 2022年
  - 5月1日 - オーベラス・ジャパン株式会社を吸収合併[13]。
  - 7月 - 本社事務所を東京都中央区に移転。
  - 10月1日 - 子会社「ENECHANGE EVラボ株式会社」を設立[14]。
  - 10月 - EV業界のメディア・アプリサービスであるEV smart事業を事業譲受。
  - 12月23日 - 新電力コム株式会社を吸収合併[15]。
- 2023年
  - 3月 - 電気自動車用6kW普通充電器の累計受注台数が3,000台突破[16]（2022年10月時点でEV充電器導入台数は業界トップ[17]）。
  - 5月1日 - SMAP ENERGY LIMITEDが「ENECHANGE Innovation Limited」へ商号変更[18]。
- 2024年
  - 3月 - 監査法人からEV充電事業の売上の連結範囲に関する会計処理を指摘[19]。
  - 7月30日 - 同日開催の第9期定時株主総会継続会終結の時をもって、城口が代表取締役CEO並びに取締役を退任。後任の代表取締役として平田政善が代表取締役会長に就任[20][21][22]。
- 2025年
  - 2月3日 - ポート株式会社との間で業務提携を締結。ポートは城口に対する質権実行を実施したと同時に、城口が保有する全株式を取得して城口に代わって筆頭株主となる。また、伊藤忠エネクス株式会社と資本・業務提携を締結[7][3]。
  - 2月19日 - 第三者割当増資により、伊藤忠エネクスがポートに代わって筆頭株主となる[23]。
  - 3月10日 - EV充電事業をミライズエネチェンジ株式会社へ会社分割により譲渡。同時にミライズエネチェンジ株式の内51%を中部電力ミライズ株式会社へ譲渡[24]。
  - 3月31日 - ENECHANGE Innovation Limitedを解散[25]。

## 主な事業
エネルギー革命の中核となる4D（「自由化（Deregulation）」「デジタル化 （Digitalization）」「脱炭素化（Decarbonization）」「分散化（Decentralization）」）において、デジタルトランスフォーメーションを推進する事業を手がける。

### エネルギープラットフォーム事業
家庭および企業向けに電力・ガスの切替をサポートするプラットフォームを運営
主要サービス：「エネチェンジ」、「エネチェンジBiz」

### エネルギーデータ事業
エネルギー事業者向けにクラウド型DXサービスを提供
主要サービス：「エネチェンジクラウドMarketing」、「エネチェンジクラウドDR」、「エネチェンジクラウドEV」、「エネチェンジクラウドRE」

### 脱炭素分野の海外エネルギーベンチャーなどへの出資
Japan Energy Capital合同会社を通じ、海外エネルギーベンチャー企業への投資を行う。
ファンドを通じて海外の先進的な技術や事業を取り込み、日本国内での優先的な事業展開や事業上の相乗効果を生むことで、脱炭素社会実現の加速化をめざす。
- 2020年 - トルコのデニズリ県で稼働中の太陽光発電所の取得[28]
- 2021年 - 米Ambri（英語版）社、米Sense社、米Leap社へ出資[29][30][31]
- 2022年 - スイスのAkselos（英語版）社、米OhmConnect社、、米ZincFive（英語版）社、米WiTricity、カナダSvante社へ出資[32][33][34][35][36]
- 2023年 - 英Piclo社、米Natel Energy（英語版）社、イタリアのEnergy Dome社に出資[37][38][39]

## 関連企業
- Japan Energy Capital 1 L.P.（持分法適用関連会社）- 中東地域での再生可能エネルギー発電所への投資
- Japan Energy Capital 2 L.P.（持分法適用関連会社）-　海外の脱炭素化ベンチャー企業への投資
- Japan Energy Capital合同会社 （持分法非適用関連会社）- ファンド運営業務

## ロゴマーク
- ENECHANGEの「C」を反転させ強調しているのは、「これからエネルギーを変えていく」という変革のメッセージを表現したもの。コーポレートカラーには「ギュールズレッド」を採択。会社創業のルーツであるケンブリッジ大学の紋章に赤色が使用されていることに由来する[40]。

## CM
- EV充電エネチェンジ プロモーション （2022年）出演：のん [41]